# Obiparadieskrähe
Die Obiparadieskrähe (Lycocorax obiensis) ist eine krähenähnlich aussehende Vogelart aus der Familie der Paradiesvögel (Paradisaeidae). Sie galt lange als Unterart des Krähenparadiesvogels aus der Gattung Lycocorax, wird aber heute als eigenständige Art behandelt. Anlass dafür waren neben Unterschieden im Gefieder unter anderem ein auffällig anderes Verhalten der Obiparadieskrähe sowie deren deutlich abweichender Gesang. Das Verbreitungsgebiet der Obiparadieskrähe sind die Obi-Inseln, eine Inselgruppe der Molukken. Die Art gehört zu den wenigen monogamen Arten der Paradiesvögel.
Die Bestandssituation der Obiparadieskrähe wird von der IUCN als ungefährdet (least concern) eingestuft. Es werden drei Unterarten unterschieden.

## Beschreibung
Die Obiparadieskrähe ist ein mittelgroßer Paradiesvogel und erreicht eine Körperlänge von bis zu 42 Zentimeter, davon entfallen beim Männchen zwischen 13,5 und 15,6 Zentimeter und beim Weibchen zwischen 13 und 15,2 Zentimeter auf die Steuerfedern. Der Schnabel hat eine Länge von 4,5 bis 5,4 Zentimeter. Die Männchen wiegen zwischen 300 und 370 Gramm, die Weibchen sind mit 250 bis 316 Gramm etwas leichter. Die Geschlechter unterscheiden sich nur geringfügig. Die Weibchen sind gewöhnlich etwas kleiner als die Männchen.
Der Kopf ist glänzend schwarzblau, wobei der Scheitel am dunkelsten ist. Das Gefieder der Zügel und des Augenüberstreifs ist geringfügig verlängert. Der Überaugenstreif wirkt, als habe die Obiparadieskrähe kräftige Augenbrauen. Der Mantel, der Rücken, der Bürzel und die Oberschwanzdecken sind geringfügig heller als der Kopf. Insgesamt ist die Körperoberseite dunkler als bei dem Krähenparadiesvogel. Das Körperobergefieder glänzt außerdem intensiver. Der Glanz ist blauschwarz bis leicht metallisch grünlich. Die Flügel sind dunkelbraun, die Flügeldecken haben dabei einen dunkleren Ton, die Schwungfedern sind dagegen dunkel zimtbraun. Die Körperunterseite ist wie der Mantel gefärbt, wobei am Unterbauch, am Bürzel und den Unterschwanzdecken der Ton etwas bräunlicher ist. Der Schnabel ist glänzend schwarz, die Iris blutrot.

## Verbreitungsgebiet und Lebensraum

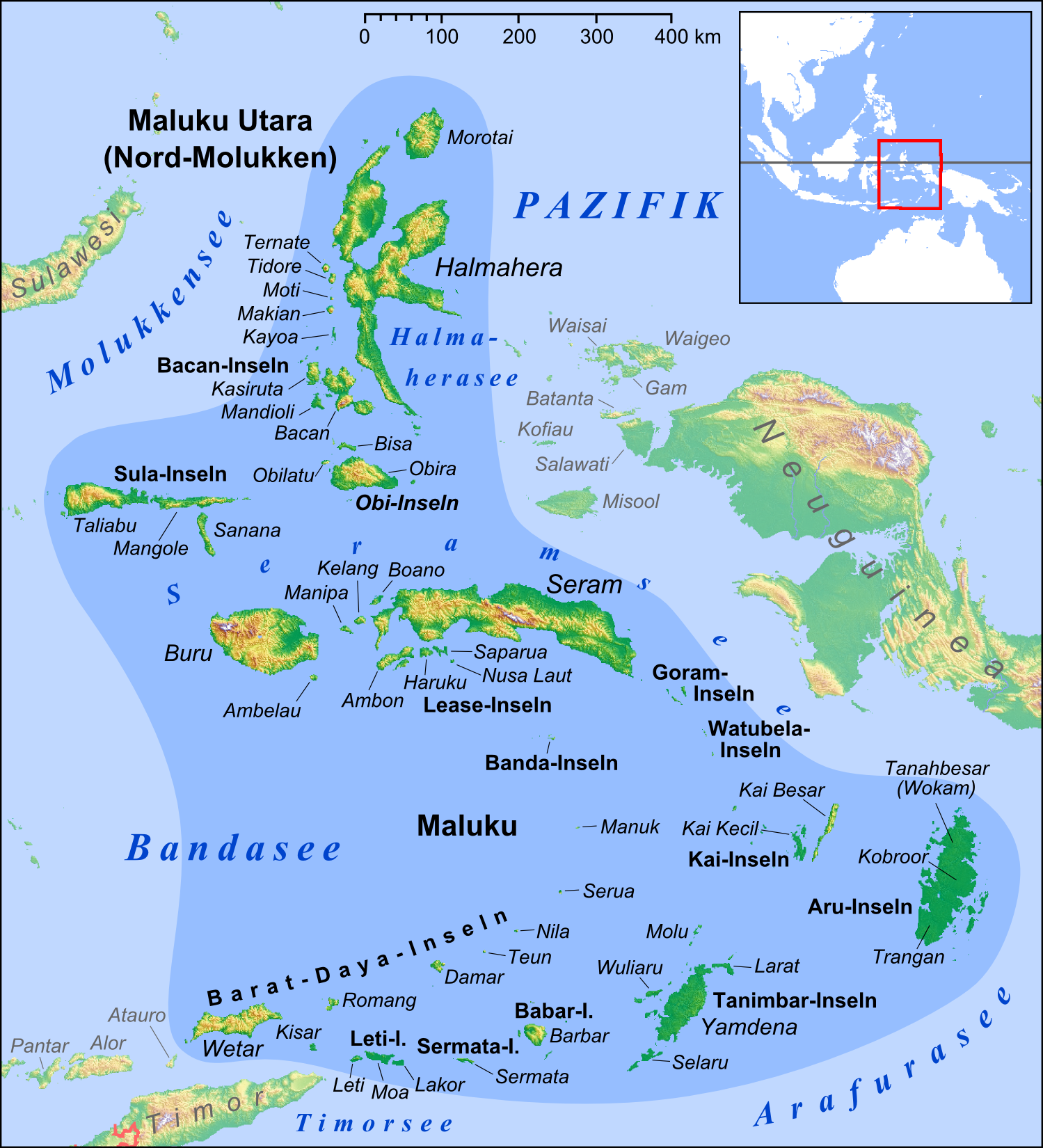
Nordmolukken mit den Obi-Inseln

Das Verbreitungsgebiet der Obiparadieskrähe ist auf die Obi-Inseln begrenzt. Die Obi-Inseln sind eine zu Indonesien gehörende Inselgruppe der Molukken. Sie liegen im Süden der Provinz Maluku Utara („Nord-Molukken“) etwa auf halbem Weg zwischen Ternate im Norden und der Insel Ambon im Süden. Die Hauptinsel Obi ist im Landesinneren bergig und teilweise dicht bewaldet, die höchste Erhebung in der Inselmitte erreicht 1611 Meter. Die Höhenverbreitung der Obiparadieskrähe reicht von den Tiefebenen bis in Höhenlagen von mindestens 800 Höhenmetern. Anders als der nah verwandte Krähenparadiesvogel besiedelt die Obiparadieskrähe auch offenes Agrarland, wenn ausreichend Büsche vorhanden sind.

## Lebensweise
Anders als der Krähenparadiesvogel ist die Obiparadieskrähe kein unauffälliger, scheuer und heimlich lebender Paradiesvogel. Sie gilt innerhalb der Avifauna der Obi-Inseln vielmehr als einer der auffälligsten Arten, die auch durch ihren lauten Gesang auffällt. Sie lebt überwiegend einzelgängerisch oder paarweise. Nur gelegentlich wird sie in Gruppen mit bis zu fünf Individuen angetroffen. Der Flug ist schnell und direkt und häufig von Gleitphasen unterbrochen. Beim Fliegen ist als Instrumentallaut ein Flügelrascheln zu vernehmen. Die Nahrung besteht ausschließlich aus Früchten.
Obiparadieskrähen sind monogam, beide Elternvögel kümmern sich um die Aufzucht der Jungvögel. Das Nest ist im Vergleich zum Krähenparadiesvogel größer. Die wenigen bislang gefundenen Nester waren außen mit Moos verkleidet, so dass sie kaum auffielen, sofern nicht ein brütender Vogel in ihnen saß. Ein Nest war so mit Schlingpflanzen am Ast befestigt, dass es fünf Zentimeter unter dem Ast hing. Das Gelege besteht aus einem einzelnen Ei. Die Dauer der Brutzeit und die Entwicklung der Jungvögel vom Schlupf bis zum Ausfliegen sind bislang noch nicht dokumentiert.

## Einzelbelege
1. ↑  Handbook of the Birds of the World zum Krähenparadiesvogelf (Memento des Originals vom 27. Juli 2021 im Internet Archive)  Info: Der Archivlink wurde automatisch eingesetzt und noch nicht geprüft. Bitte prüfe Original- und Archivlink gemäß Anleitung und entferne dann diesen Hinweis., aufgerufen am 4. Juli 2017
2. 1 2 3 4  Handbook of the Birds of the World zur Obiparadieskrähe (Memento des Originals vom 27. Juli 2021 im Internet Archive)  Info: Der Archivlink wurde automatisch eingesetzt und noch nicht geprüft. Bitte prüfe Original- und Archivlink gemäß Anleitung und entferne dann diesen Hinweis., aufgerufen am 5. Juli 2017
3. 1 2  Frith & Beehler: The Birds of Paradise – Paradisaeidae. S. 206
4. ↑  Frith & Beehler: The Birds of Paradise – Paradisaeidae. S. 205.
5. ↑  Frith & Beehler: The Birds of Paradise – Paradisaeidae. S. 207.
6. 1 2  Frith & Beehler: The Birds of Paradise – Paradisaeidae. S. 208.
7. 1 2  Frith & Beehler: The Birds of Paradise – Paradisaeidae. S. 209.